# 井田輝敏
井田輝敏（いだ てるとし、1930年1月25日 - 2010年9月）は、日本の政治学者。
愛媛県出身。九州大学法学部政治学科卒、同大学院をへて、八幡大学（のち九州国際大学）講師、助教授、北九州大学助教授、教授、学部長を務め、93年定年退官、名誉教授、九州国際大学教授、2002年退任、名誉教授。近代日本政治史が専門。

## 著書
- 『近代国家と立憲思想 近代憲法思想史研究序説』酒井書店 1976
- 『近代日本の思想構造 諭吉・八束・一輝』木鐸社 1976
- 『上杉慎吉 天皇制国家の弁証』三嶺書房 1989
- 『近代日本の思想像 啓蒙主義から超国家主義まで』法律文化社 1991
- 『政治学の基礎理論』法律文化社 2000

## 論文
- <井田輝敏

## 職歴
- 昭和38年4月　八幡大学法経学部専任講師
- 昭和39年4月　八幡大学法経学部助教授
- 昭和45年4月　八幡大学法経学部教授
- 昭和48年4月　北九州大学法学部教授
- 昭和54年5月　スタンフォード大学客員教授
- 昭和61年1月　北九州市立大学図書館長
- 平成3年7月　カリフォルニア大学デービス校客員教授
- 平成5年4月　北九州市立大学名誉教授
- 平成5年4月　九州国際大学法経学部教授
- 平成6年10月　九州国際大学法学部長

## 所属学会等
- 昭和55年10月　九州法学会理事
- 昭和55年10月　北九州市勤労者福祉協会理事
- 昭和55年10月　北九州市勤労者福祉対策審議会委員
- 昭和59年10月　日本政治学会理事
- 昭和60年9月　福岡県選挙浄化委員
- 昭和60年10月　北九州市明るい選挙推進協議会委員
- 平成10年6月　財団法人関門海技協会会長